# Mareena Karim
Mareena Karim (pashto: مارنا کریم), född 1989, är en  afghansk friidrottare som tävlar i kortdistanslöpning.
Karim var den första kvinna som officiellt tävlade för Afghanistan vid de paralympiska spelen. Hon saknar en fot och tårna på den andra efter en olycka som liten och tävlar i kategori T46.
Hon deltog i försöken på 100 meter vid paralympiska sommarspelen 2004 i Aten och kom sist med tiden 18,85 sekunder.
Karim, som tvingades att fly från Kapisa till Kabul med sin familj och 18 syskon på grund av strider mellan Taliban och norra alliansen, hade bara tränat två månader innan tävlingen.